# Lepanthes proctorii
Lepanthes proctorii är en orkidéart som beskrevs av Leslie Andrew Garay och Henry August Hespenheide. Lepanthes proctorii ingår i släktet Lepanthes och familjen orkidéer. Inga underarter finns listade i Catalogue of Life.